# Fabien Galthié
Vous lisez un « bon article » labellisé en 2015.
« Fabien Galthie » redirige ici. Pour les articles homonymes, voir Fabien (prénom) et Galtier.
Ne doit pas être confondu avec l'entraîneur de football Christophe Galtier.

a Compétitions nationales et continentales officielles uniquement.

b Matchs officiels uniquement.
Dernière mise à jour le 13 novembre 2019.
Fabien Galthié, né le 20 mars 1969 à Cahors (Lot), est un joueur et entraîneur international français de rugby à XV. Il est le sélectionneur du XV de France depuis  2020. 
Il évolue au poste de demi de mêlée à l'US Colomiers, où il effectue l'essentiel de sa carrière, avant de prendre sa retraite de joueur en 2003, après deux années passées au Stade français.
En dix-sept ans au plus haut niveau, Fabien Galthié inscrit à son palmarès un titre de champion de France en 2002-2003, un Challenge européen en 1997-1998, trois Grands Chelems (1997, 1998, et 2002), une finale de Coupe du monde. Malgré une histoire en Bleu discontinue, il dispute quatre Coupes du monde, un record dans l'histoire du XV de France (1991, 1995, 1999 et 2003). Il est élu meilleur joueur du monde IRB en 2002. 
À sa retraite de joueur, il entraîne le Stade français de 2004 à 2008, puis le Montpellier Hérault rugby de 2010 à 2014 et le RC Toulon entre 2017 et 2018. Il est champion de France avec le Stade français en 2007 et finaliste avec Montpellier en 2011. 
En 2019, il devient entraîneur adjoint de l'équipe de France avant d'en devenir le sélectionneur en 2020. Il mène alors les Bleus lors du Grand Chelem dans le Tournoi des Six Nations 2022 et enchaîne une série record de 14 victoires consécutives. Désigné comme favoris du Mondial 2023 organisé à domicile, le XV de France échoue en quart de finale contre l'Afrique du Sud, future vainqueure de la compétition. Depuis l'avènement du mandat d'entraîneur-sélectionneur de l'équipe de France à partir de 1980, Fabien Galthié affiche l'un des meilleurs pourcentages de victoires. 
Il a également été consultant sportif pour la télévision et la radio.

## Carrière sportive

### Joueur

#### Jeunesse
Fabien Galthié naît le 20 mars 1969 à Cahors dans le Lot. Il grandit à Montgesty. Ses grands-parents maternels sont des Catalans qui ont fui le franquisme, les paternels des agriculteurs du Lot. Son père Jean-Noël est de Montgesty, il est actuellement maire de cette commune. Sa mère travaille dans une agence du Crédit agricole, son père est technicien chez Thomson. Il a un frère cadet, Patrice, plus jeune de quatre ans, qui joue également au rugby à XV mais au niveau amateur. Fabien a six ans quand ses parents déménagent pour la région toulousaine.
Ses parents veillent à ce qu'il travaille à l'école et en dehors : à 15-16 ans, il fait des petits travaux d'été, castrer le maïs, être éboueur, monter des circuits imprimés à la chaîne chez Thomson. Il soigne sa scolarité : baccalauréat puis DUT GEA (Gestion des Entreprises et des Administrations) à l'IUT de Toulouse en 1991. Il poursuit ses études pour être titulaire d'un mastère en ingénierie commerciale option communication dans le cadre d'une formation au sein de l'ESC Toulouse. Il finit ses études en 1996, il commence à travailler pour l'entreprise aéronautique l'Aérospatiale, il y fait une thèse sur le lobbying industriel. Il travaille ensuite pour la banque Société générale. En 1999, il travaille dans une agence bancaire de la Société générale à Colomiers, et devient  joueur professionnel à l’âge de 30 ans.

#### Premiers pas à Colomiers et avec l'équipe de France

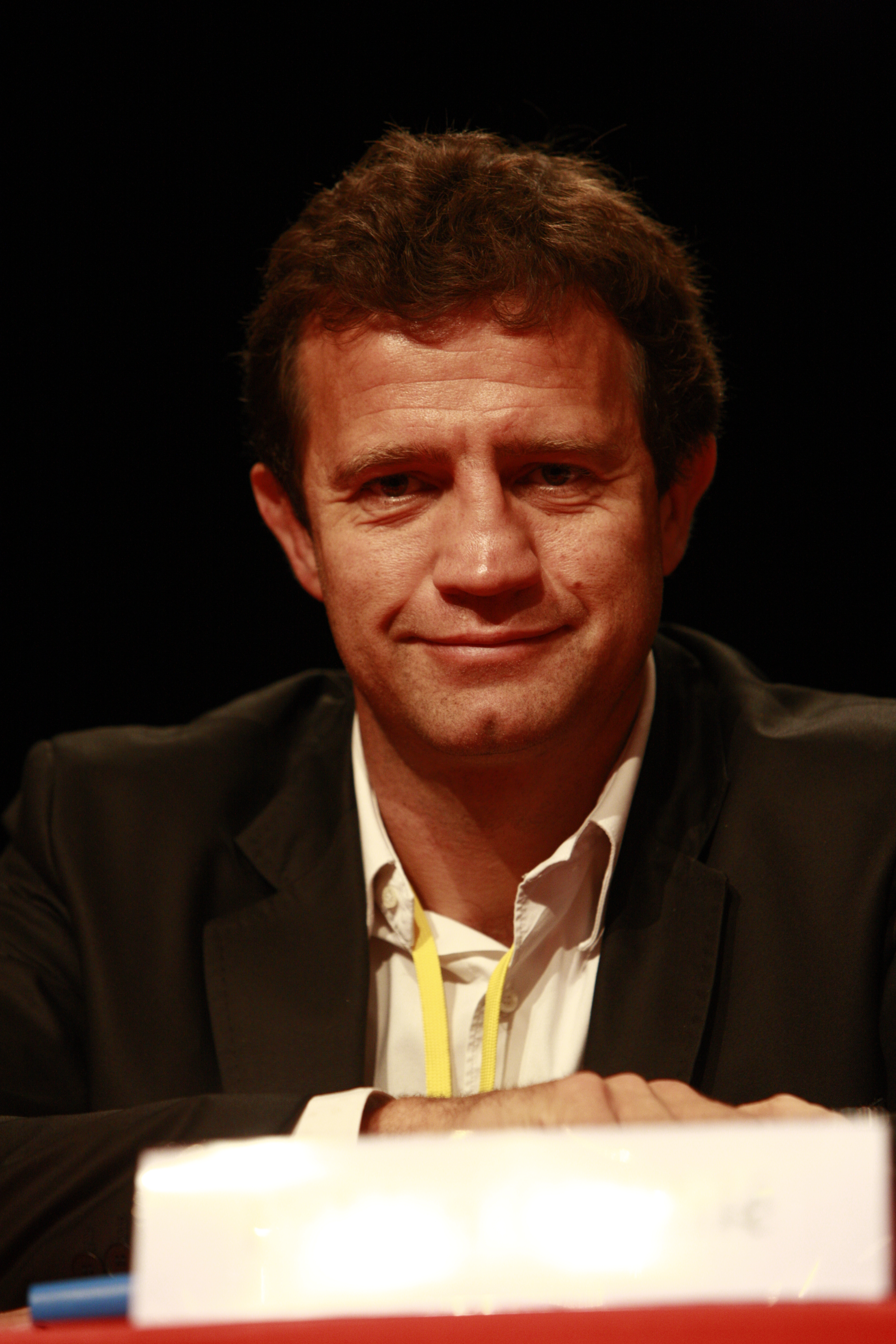
Fabien Galthié, en 2008, lors d'un séminaire.

Fabien Galthié commence le rugby à XV à l'école de rugby de l'AS Tournefeuille, en banlieue toulousaine. Le club de rugby est fondé en 1977 par son père et des amis. Son père est à l'origine de la création de l'école de rugby. Il y joue jusqu'en minimes première année ; le manque d'effectif l'amène à rejoindre l'US Colomiers, distant de deux kilomètres de Tournefeuille. Il y est entraîné par Éric Béchu,, qui y évolue comme joueur dans l'équipe une seniors. Il fait ses débuts en équipe première à dix-sept ans.
Fabien Galthié est sélectionné en équipe de France universitaire, de 1989 à 1991.
Fabien Galthié reçoit sa première cape à l'âge de 22 ans le 22 juin 1991,. Il est retenu pour affronter les Roumains à Bucarest. Alors que Pierre Berbizier joue régulièrement en équipe de France au poste de demi de mêlée de 1981 à 1991, cumulant 56 sélections, il n'est pas retenu pour la préparation de la Coupe du monde 1991.
La France s'impose 33 à 21, contre la Roumanie. Fabien Galthié fait partie des 26 joueurs retenus pour la Coupe du monde. Dans le groupe, figure Jean-Luc Sadourny, qui ne compte pas de sélection et qui joue avec Fabien Galthié à Colomiers. Henri Sanz est l'autre demi de mêlée retenu. Fabien Galthié est titulaire pour les trois matchs de poule, la France s'impose à trois reprises, dont une sur le score de 19 à 13 contre le Canada. La France affronte l'Angleterre en quart de finale et s'incline 19 à 10 contre un adversaire qui l'a battue les trois derniers matchs (11-0 à Twickenham en 1989, 26-7 à Paris en 1990, 21-19 à Twickenham en 1991) et qui a bien préparé tactiquement la rencontre.
Fabien Galthié est titulaire lors des trois premiers matchs du Tournoi des Cinq Nations 1992. Après avoir perdu contre l'Angleterre 13-31,, la France s'incline 10-6 en Écosse et la prestation de Fabien Galthié est remise en cause. Aubin Hueber devient titulaire à la mêlée pour le dernier match du Tournoi. Lors du championnat de France 1991-1992, Colomiers et Fabien Galthié atteignent pour la première fois les quarts de finale du championnat, dix ans après l'accession du club en première division. Lors de la victoire 10 à 9 en huitième de finale face à l'USAP, Fabien Galthié est à l'origine de l'essai haut-garonnais, Jean-Luc Sadourny perce ensuite avant de transmettre le ballon à son coéquipier Ancelin. Le budget annuel du club de Colomiers est alors de seulement quatre millions de francs. En comparaison, le budget du Stade toulousain est de 4,5 millions de francs en 1987, et de 8,5 millions en 1997.

#### Concurrence et blessures
Absent lors de plusieurs tests, en Argentine en juillet puis en octobre en France face aux Springboks, le poste de demi de mêlée étant confié au Toulonnais Aubin Hueber, il est associé à son coéquipier de Colomiers Laurent Mazas lors de la première défaite  en France, sur le score de 24 à 20, lors d'une confrontation face aux Argentins. Il n'est pas retenu pour le Tournoi des Cinq Nations 1993. Fabien Galthié remporte les Jeux méditerranéens de 1993. Le 11 novembre 1993, il est invité pour la première fois avec les Barbarians français pour jouer contre l'Australie à Clermont-Ferrand. Les Baa-Baas s'inclinent 26 à 43. Le Columérin est de nouveau titulaire pour les trois premiers matchs du Tournoi des Cinq Nations 1994, l'Angleterre gagne 18 à 14 au Parc des Princes et la paire Fabien Galthié-Alain Penaud ne donne pas satisfaction. Fabien Galthié perd sa place au profit d'Alain Macabiau, Alain Penaud est remplacé par Thierry Lacroix.
Pour la tournée en Nouvelle-Zélande, c'est Guy Accoceberry qui est retenu à la place de Fabien Galthié. La France remporte les deux test-matchs disputés contre les All Blacks sans Fabien Galthié,.
En 1994, il participe à la tournée des Barbarians français en Australie. Le 26 juin 1994, il joue contre l'Université de Sydney en Australie. Les Baa-Baas s'imposent 36 à 62. Le 29 juin 1994, il est titulaire contre les Barbarians Australiens au Sydney Cricket Ground. Les Baa-Baas français s'imposent 29 à 20. Le 6 septembre 1994, il est remplaçant avec les Barbarians français contre les Barbarians au Stade Charlety à Paris. Il remplace en cours de jeu Nick Farr-Jones. Les Baa-Baas s'imposent 35 à 18.
Il ne dispute pas le Tournoi des Cinq Nations 1995.
Non retenu pour la Coupe du monde 1995, il se rend au Cap, pour travailler son anglais afin de réussir un module de son mastère (il finit ses études en 1996). « Déçu de ne pas avoir été retenu, je pars en Afrique du Sud. Richard Pool-Jones me conseille le club de False Bay, à proximité du Cap, qu'entraîne Nick Mallett. À l'époque, je joue pour un appartement, une voiture et un salaire de 3000 francs français par mois ». Fabien Galthié est parti six mois à compter du 8 avril 1995, après avoir obtenu un congé sans solde de son employeur, l'Aérospatiale.
Après la blessure (fracture du cubitus gauche) du titulaire du poste de demi de mêlée Guy Accoceberry après deux matchs, Fabien Galthié, présent sur place, est rappelé. Aubin Hueber, qui est le deuxième demi de mêlée retenu initialement, a joué le match contre les Tonga et la fin de match contre l'Écosse. Il dispute le match contre l'Irlande avant de perdre sa place. Fabien Galthié dispute la demi-finale perdue contre les Springboks. Le match est très disputé, Nick Farr-Jones, capitaine et demi de mêlée des champions du monde Wallabies en 1991, estime que « le demi de mêlée Fabien Galthié a apporté une dimension supplémentaire au jeu des Français ». Fabien Galthié dispute également le match pour la troisième place, la France l'emporte 19-9 contre les Anglais.

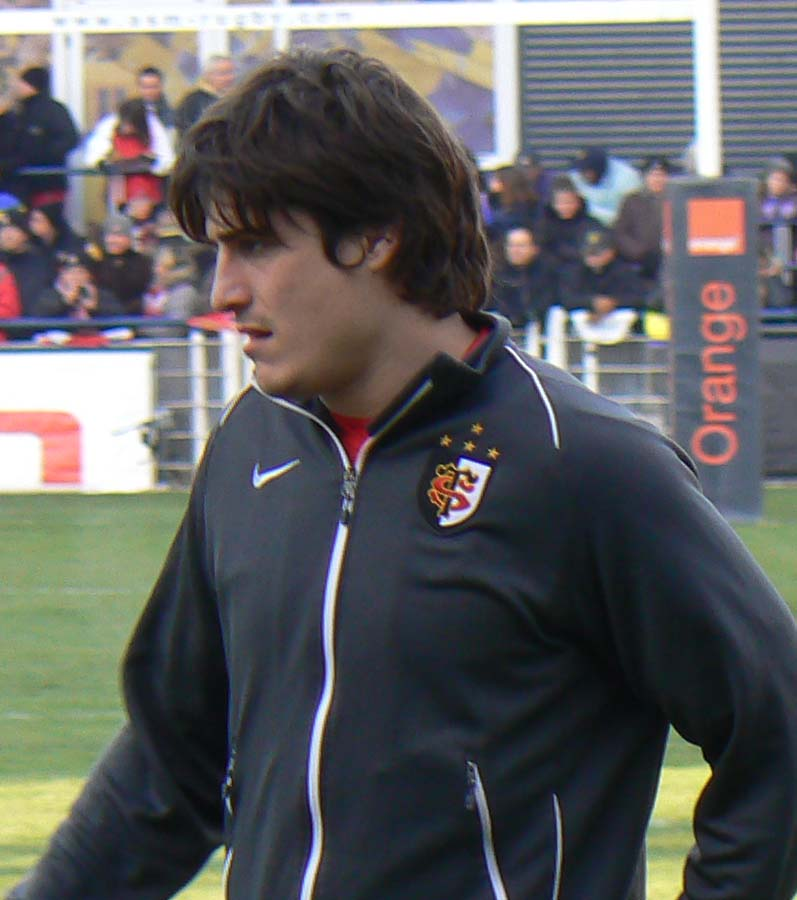
David Skrela, coéquipier de Fabien Galthié en club de 1997 à 2001, est sous ses ordres d'entraîneur au Stade Français de 2004 à 2008.

En 1996, il entre en cours de match dans le Tournoi des Cinq Nations 1996 contre le pays de Galles avant d'être victime d'une grave blessure à la cheville droite. En 1997, Fabien Galthié est titulaire au poste de demi de mêlée contre l'Irlande pour le match d'ouverture du Tournoi des Cinq Nations 1997. Il est victime d'une entorse du genou en deuxième mi-temps et il ne peut pas jouer d'autre rencontre du Tournoi, conclu par un Grand Chelem pour les Bleus de France. Philippe Carbonneau le remplace lors du premier match. Fabien Galthié est absent six mois des suites de sa blessure. Le 23 novembre 1996, il joue avec les Barbarians français contre l'Afrique du Sud à Brive. Les Baa-Baas s'imposent 30 à 22. Sans son demi de mêlée international, le club de Colomiers parvient pourtant en quart de finale du championnat de France 1996-1997 contre le voisin toulousain. Le 18 octobre 1997, Fabien Galthié est titulaire pour une victoire 30 à 19 contre l'Italie. Victime d'une luxation claviculaire après 25 minutes de jeu, il manque les deux matchs suivants de Coupe latine. Il est de nouveau apte pour jouer les Springboks. Lors du premier test-match, la France s'incline 32-36. Une semaine après, pour le dernier match au Parc des Princes, la France est dépassée défensivement, physiquement, et elle perd 10-52.
Pour les Tournois des Cinq Nations 1998 et 1999, Philippe Carbonneau est le premier choix des sélectionneurs.
En 1997-1998, Colomiers atteint les demi-finales de la phase finale de championnat et gagne le Challenge européen 1997-1998 en demeurant invaincu tout en éliminant successivement en phase finale l'AS Montferrand, le Stade français et SU Agen. C'est la dernière saison de Colomiers dans un cadre non professionnel : les joueurs sont ensuite salariés, professionnels à 100 %, sans emploi d'appoint par ailleurs.

#### Finale de Coupe du monde

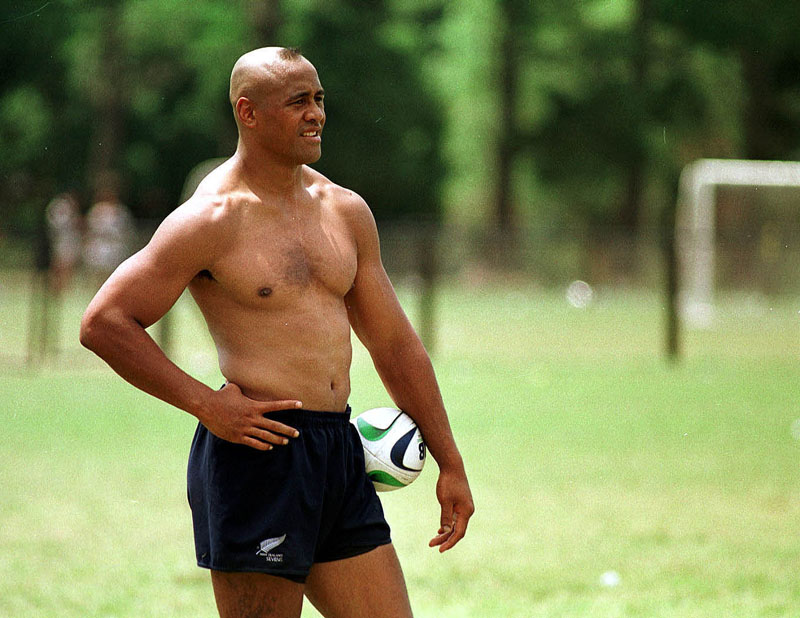
Jonah Lomu, ici en 2001, perd contre les Français en demi-finale en 1999.

Lors de la saison de championnat 1998-1999, les coéquipiers de Fabien Galthié atteignent les quarts de finale de la phase finale. Dans l'équipe, évoluent Marc Dal Maso, Patrick Tabacco, David Skrela et Jean-Luc Sadourny, tous internationaux, sous la direction de Jacques Brunel, qui quitte le club en bons termes après avoir terminé un contrat de quatre années. L'équipe de Colomiers est parvenue à disputer la finale de la Coupe d'Europe 1998-1999, s'inclinant 21-6 contre l'Ulster le 30 janvier 1999 à Lansdowne Road à Dublin. 
En 1999, après la tournée en juin aux îles Tonga (défaite 20 à 16), Samoa, et en Nouvelle-Zélande (défaite le 26 juin à Wellington, face aux All Blacks (54-7), Galthié n'est pas sélectionné par Jean-Claude Skrela et Pierre Villepreux dans la liste des trente joueurs du groupe retenu pour disputer la Coupe du monde 1999. Philippe Carbonneau se blesse pendant la préparation et déclare forfait (blessure au genou contractée en août à Val-d'Isère). Pierre Mignoni se blesse à son tour, le Columérin est appelé en renfort. Après avoir joué dix minutes contre les Fidji, il devient titulaire en quart de finale en lieu et place de Stéphane Castaignède. En match de barrage, l'Argentine élimine l'Irlande et le 24 octobre 1999 à Lansdowne Road, la France n'affronte pas l'Irlande devant son public mais l'Argentine. Elle gagne (47-26). 

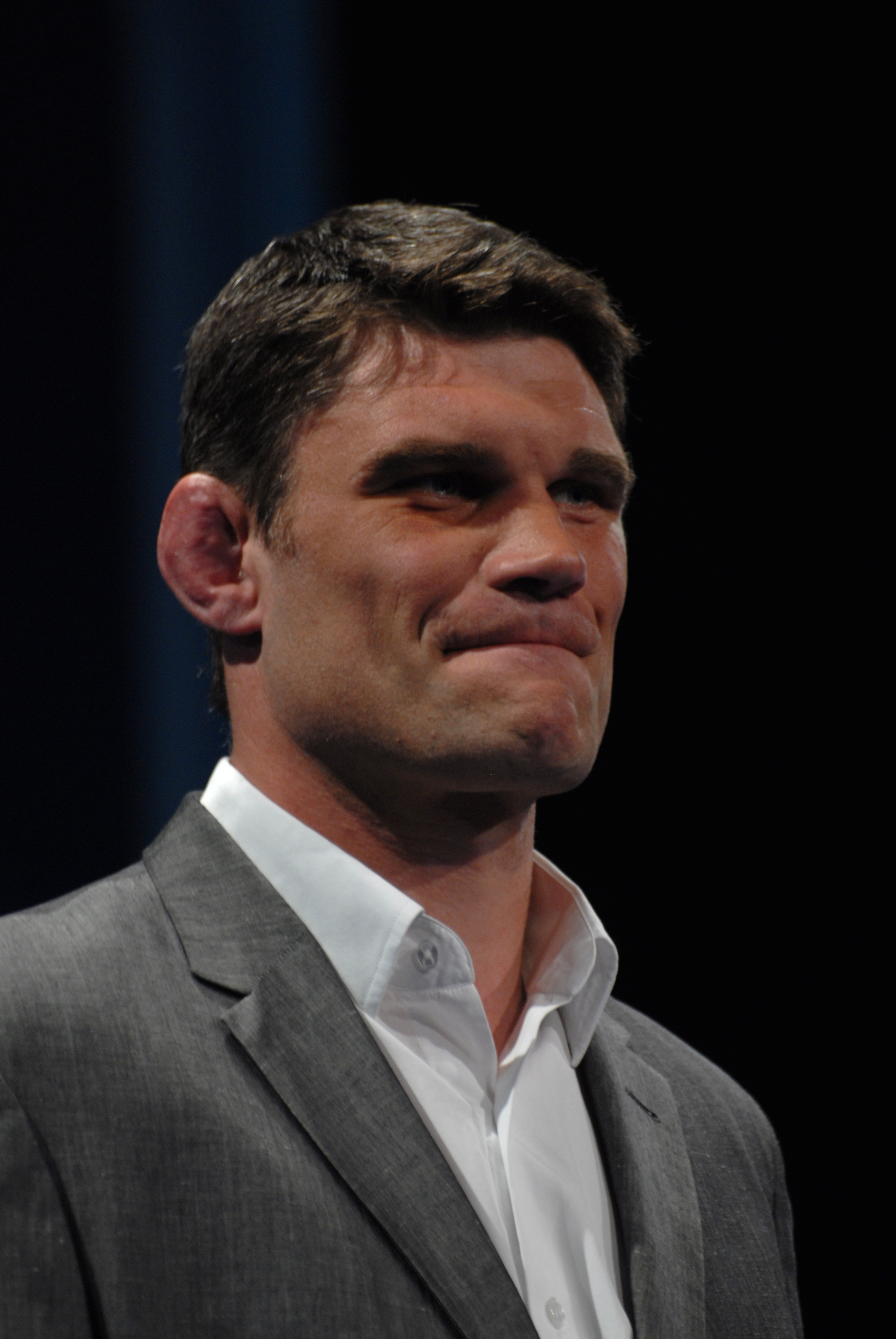
Fabien Pelous évolue de 1995 à 2003 avec Fabien Galthié en équipe de France.

Fabien Galthié est distant avec les entraîneurs, il a déclaré au mois de juillet : « Si je les croise dans la rue, je ne leur adresse pas la parole ».  En demi-finale, les All Blacks sont opposés à la France et malgré deux essais de leur joueur vedette Jonah Lomu, ils s'inclinent 43-31. Pour Fabien Galthié : « C'est le meilleur match de ma vie. Le plus accompli. Le plus fort. Le plus intense ». Avec Christophe Lamaison, la paire de demis a l'occasion de lancer des attaques qui ont marqué les esprits des téléspectateurs. La France est menée 24-10 au début de la deuxième période. Fabien Galthié donne un coup de pied derrière la défense, le rebond est favorable à Christophe Dominici, ce qui permet aux Français de mener (56e). La France marque deux autres essais, trente-trois points contre sept aux All Blacks en fin de match.
La France perd en finale 35 à 12 contre les Wallabies,.
Bernard Laporte, le nouvel entraîneur de l'équipe de France retient Fabien Galthié comme titulaire pour la première composition d'équipe contre le pays de Galles, Christophe Laussucq est également convoqué en l'absence de Philippe Carbonneau encore indisponible. Après avoir disputé les deux premiers matchs du Tournoi des Six Nations 2000, Fabien Galthié se blesse aux adducteurs en club contre Toulouse et manque la fin du Tournoi.
Le championnat de France 1999-2000 est disputé par 24 équipes, réparties en deux poules pendant une phase préliminaire. Henri Auriol, le nouvel entraîneur est contesté et remplacé : Serge Milhas, ancien joueur de Colomiers, revient au club diriger l'équipe première en février 2000. Fabien Galthié et ses coéquipiers terminent troisièmes du Groupe 1, gagnent le match de barrage, puis s'imposent contre les premier et deuxième du Groupe 2, 29-15 en quart de finale contre le Castres olympique, 24-22 après prolongation en demi-finale contre la Section paloise. Fabien Galthié s'est blessé lors du quart de finale, il ne peut pas jouer la finale. Le Stade français l'emporte (28-23).
Fabien Galthié est de retour en équipe de France lors des test-matchs de novembre 2000. L'équipe d'Australie, championne du monde en titre et vainqueur du Tri-nations 2000 s'impose 18-13, la sixième victoire consécutive de l'Australie sur la France, malgré un essai marqué par le demi de mêlée. Le Columérin dispute les trois tests comme titulaire associé au demi d'ouverture briviste Christophe Lamaison et c'est Fabien Pelous, le capitaine. Après une défaite (26-39) contre la Nouvelle-Zélande, la France gagne 42-33 avec un nouvel essai de Fabien Galthié et 27 points au pied de Christophe Lamaison. Bernard Laporte tient son match de référence. Si le sélectionneur souhaite « toucher le moins possible à la charnière Galthié-Lamaison », Fabien Galthié continue de travailler. Il ne compte que 36 sélections en une décennie (1991-2000).
Alors qu'il commence le Tournoi des Six Nations 2001 comme titulaire, il est absent contre l'Irlande pour avoir reçu un deuxième carton jaune en championnat de France en club. La France s'incline 22-15 à Dublin, il est de retour pour le match suivant. Le 17 mars 2001, la France s'incline 35-43 au Stade de France face au pays de Galles. S'il y a beaucoup d'intentions de jeu, la finition n'est pas française avec deux essais contre quatre essais gallois. « Trop de jeu au détriment du résultat » pensent Bernard Laporte et le capitaine, Fabien Pelous. « Trop d'erreurs dans la finition », corrige Jo Maso. « Le rugby est un jeu qui demande des initiatives. Quand tu joues, tu existes » se défend Fabien Galthié. Christophe Lamaison, titulaire au poste de demi d'ouverture pour les trois premiers matchs, est remplaçant contre le pays de Galles. Gérald Merceron est alors associé à Fabien Galthié pour les deux derniers matchs du Tournoi alors que David Skrela est retenu comme remplaçant sans entrer en jeu contre l'Angleterre,. La France s'incline 48-19 avec cinq essais marqués par les Anglais en deuxième période. la France termine cinquième du Tournoi, c'est le plus mauvais résultat de Fabien Galthié. Il a disputé quatre matchs sur cinq, ce qui constitue sa statistique la plus élevée en Tournoi.
Lors du championnat de France 2000-2001, les coéquipiers de Fabien Galthié parviennent à se qualifier pour la phase finale en terminant dans les quatre premiers de poule. Ils jouent de nouveau Castres en quart de finale, s'inclinant cette fois-ci 37 à 26.

#### Départ au Stade français, titulaire et capitaine en équipe de France

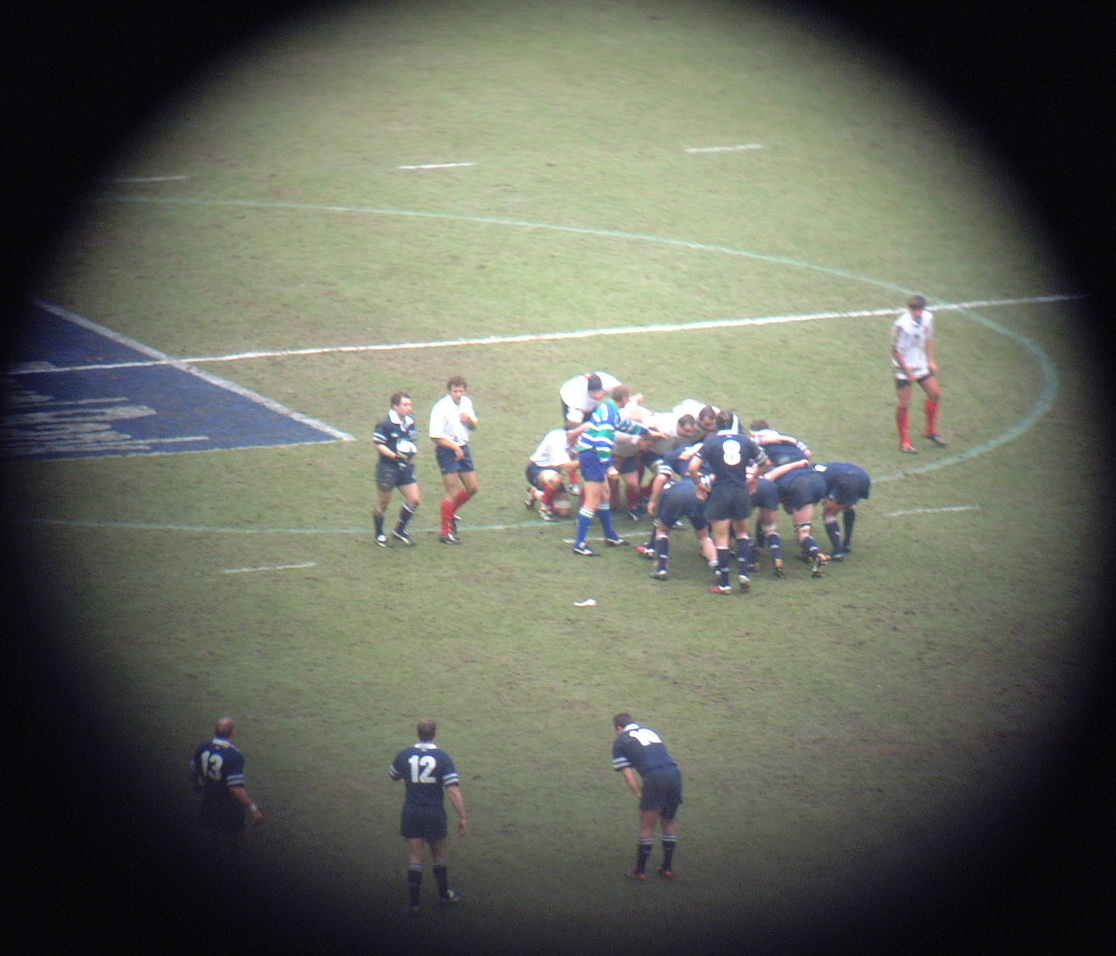
Fabien Galthié à la manœuvre lors de France - Écosse du Tournoi des Six Nations 2003 au Stade de France.

En juin 2001, la France part en tournée avec Fabien Galthié comme capitaine. Les Bleus l'emportent 32-23 en Afrique du Sud pour le premier match de la tournée, le second est perdu 20-15. Par contre, la France est battue nettement 37-12, quatre essais contre aucun, par l'équipe de Nouvelle-Zélande.
L'annonce est faite le 24 juin 2001 que Fabien Galthié rejoint le Stade français Paris pour un contrat de deux ans, après avoir joué vingt ans à Colomiers. Les matchs de novembre 2001 de l'équipe de France sont convaincants avec trois victoires contre l'Afrique du Sud (20-10), l'Australie (14-13) et les Fidji (77-10). L'ancien Columérin est victime d'une entorse au genou droit et manque les deux premiers matchs du Tournoi des Six Nations 2002. Fabien Galthié et Gérald Merceron se mettent en valeur, permutent pour une victoire 20-15 de la France sur l'Angleterre,. Le 23 mars 2002, la France s'impose 22-10 au Murrayfield Stadium avec un essai de Fabien Galthié. Il récupère le ballon derrière un ruck et trompe la vigilance de Brendan Laney pour marquer. Il est désigné « homme du match ». Lors de la dernière rencontre du Tournoi, la France bat l'Irlande 44-5 et remporte le Grand Chelem.
La saison 2001-2002 est plus compliquée en club pour Fabien Galthié. Le Stade français attend la dernière journée de la première phase pour se qualifier en terminant quatrième d'une poule de huit clubs. Lors des play-off, le club de Fabien Galthié subit deux défaites et un match nul lors des trois premières journées. Fabien Galthié reconnaît peser beaucoup moins sur le jeu parisien que sur celui du XV de France. Le club termine dernier de poule, avec trois défaites et trois matchs nuls. L'entraîneur John Connolly est licencié en avril, les joueurs se gèrent, désormais entraînés par leur capitaine, Fabien Galthié.
Fabien Galthié manque la tournée de juin 2002, victime depuis le mois d'avril d'une infection à la main. Il est titulaire et capitaine pour le premier match des test-matchs de novembre disputé contre l'Afrique du Sud. Deux nouveaux joueurs ont rejoint le groupe, Vincent Clerc et Dimitri Yachvili. Le Lotois brille en délivrant une passe au pied décisive pour Cédric Heymans, la France gagne (30-10). Les équipes de l'hémisphère Sud préparent alors la Coupe du monde et la Nouvelle-Zélande présente une équipe remaniée. La France parvient à faire match nul (20-20), la prestation de Fabien Galthié est convaincante au contraire de son partenaire à l'ouverture. La reconnaissance tombe avec l'élection au titre de joueur de l'année 2002 par l'IRB.
Fabien Galthié garde la confiance de Bernard Laporte pour le poste de demi de mêlée et de capitaine pour commencer le Tournoi des Six Nations 2003, Gérald Merceron et François Gelez sont en concurrence pour celui de demi d'ouverture. Gérald Merceron et Fabien Galthié sont en difficulté, l'Angleterre s'impose (25-17). François Gelez remplace Gérald Merceron pour le match contre l'Écosse. La France gagne (38-3). Victime d'une  subluxation de l'épaule droite, le Lotois manque la fin du Tournoi. Il est titulaire en club et de retour pour le déplacement victorieux à Perpignan. « Il reste le meneur d'hommes qu'il a toujours été. Il maîtrise le jeu de A à Z. Il se trompe très rarement. Quand vous l'avez derrière vous, c'est l'assurance tous risques » estime Patrick Tabacco. Le club parisien parvient à battre le Biarritz olympique en demi-finale 32 à 9. Pour son dernier match en club le samedi 7 juin 2003, au Stade de France, Fabien Galthié est champion de France 2002-2003 avec le Stade français, en battant le Stade toulousain 32-18. Il marque un essai lors de cette rencontre. Le capitaine David Auradou lui laisse l'honneur d'être le premier à soulever le bouclier de Brennus dans la tribune du Stade de France.
Il termine sa carrière en tant que joueur lors de la Coupe du monde 2003 sur une défaite en demi-finale contre l'équipe d'Angleterre. Il a rejoint le cercle restreint des joueurs qui ont disputé quatre Coupes du monde ; depuis, Brian Lima, Mauro Bergamasco et Sergio Parisse sont les seuls joueurs à avoir disputé cinq Coupes du monde . Deux jours après la défaite contre l'Angleterre (24-7), le capitaine des Bleus rentre en France. Un décès dans sa famille l'oblige à anticiper le retour,.
En novembre 2004, il est sélectionné une dernière fois avec les Barbarians français pour jouer contre l'Australie au stade Jean-Bouin à Paris. Les Baa-Baas s'inclinent 15 à 45.

### Entraîneur

#### Stade français

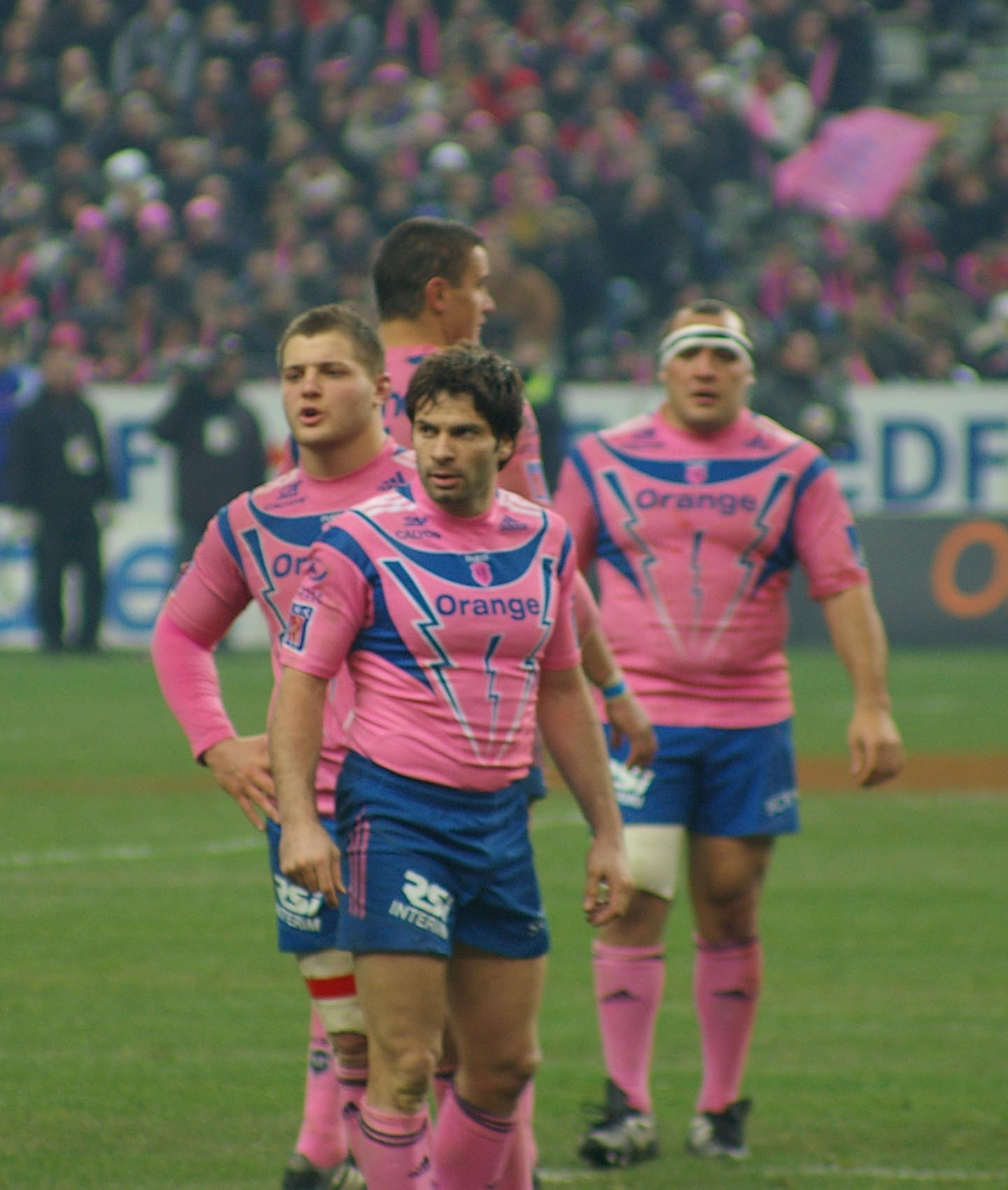
Le Stade français Paris en janvier 2007 avec Christophe Dominici au premier plan.

L'entraîneur sud-africain Nick Mallett, qui présente un bilan de deux championnats de France de rugby à XV (2002-2003 et 2003-2004) en deux saisons avec le Stade français, décide de ne pas continuer pour rejoindre sa famille au pays. Sollicité par Max Guazzini, Fabien Galthié accepte en juin 2004 d'entraîner le club à compter de la saison 2004-2005 avec un contrat de trois ans. L'adjoint de Fabien Galthié est Fabrice Landreau.
En Coupe d'Europe, les joueurs de Fabien Galthié s'imposent avec le bonus offensif à Cardiff, ils sont premiers invaincus à l'issue de la phase aller de poule. L'équipe parisienne impose son jeu lors du déplacement à Gloucester et l'emporte 27-0, se qualifiant pour les quarts de finale de la compétition européenne. En championnat, l'équipe de Fabien Galthié termine en tête de la première phase. Après avoir perdu la finale de Coupe d'Europe, 12-18 après prolongation contre Toulouse le 22 mai à Édimbourg, le Stade français s'incline contre le Biarritz olympique en finale du championnat de France dans un match intense sur le score de 37 à 34. Les joueurs de Fabien Galthié sont parvenus en finale en battant le Stade toulousain (23-18).
La saison 2005-2006 se termine sans titre et sans finale. Le club est éliminé lors de la phase de poule en Coupe d'Europe avec un bilan de quatre victoires et deux défaites. L'équipe de Fabien Galthié a terminé deuxième de la phase régulière du Top 14 et elle s'est incliné 9-12 en demi-finale contre le Stade toulousain.
Au début de la saison 2006-2007, le Stade français a le deuxième budget du championnat de France, juste devant l'ASM Clermont et le Biarritz olympique. En 2007, Fabien Galthié remporte son premier titre en tant qu'entraîneur : champion de France. L'équipe a terminé première de la phase régulière avant de s'imposer en demi-finale contre Biarritz, double champion de France en titre, puis en finale 23-18 contre l'ASM Clermont,. Sur la scène européenne, le Stade français, premier de sa poule en phase règulière, s'incline face aux Anglais de Leicester Tigers en quart de finale.
En avril 2008, il annonce son départ à la fin de la saison 2007-2008 de Top 14. « Aujourd'hui, pour aller plus loin, il faut changer de méthode et je ne m'en sens pas capable. Donc il faut être honnête. Avec les structures actuelles, je sais que je ne pourrai pas faire progresser mon équipe. Je suis arrivé à mon seuil de compétence dans ce cadre-là. ». Avec le recul, plus d'une année après, il juge : « Quand j'ai arrêté, j'étais épuisé. J'ai tenu quatre ans avec plaisir et bonheur. Dans notre métier, il faut savoir anticiper. En continuant, j'aurais été moins bon et j'aurais mis l'équipe en danger ». Le club parisien termine troisième de la première phase et s'incline 31-13 contre le Stade toulousain en demi-finale.

#### Équipe d'Argentine
Fin 2008, Fabien Galthié intègre l'encadrement de l'équipe d'Argentine,. Fabien Galthié est conseiller technique pendant deux ans (2008-2010). En octobre 2009, il participe à un stage de trois jours à Meudon, avec le sélectionneur Santiago Phelan. Il est neuf semaines par an avec les Argentins, il donne des conseils sur la stratégie.
Pendant cette période, l'Argentine parvient à gagner deux matchs à domicile contre l'Angleterre et la France et à s'imposer en Écosse et en Italie.

#### Montpellier HR

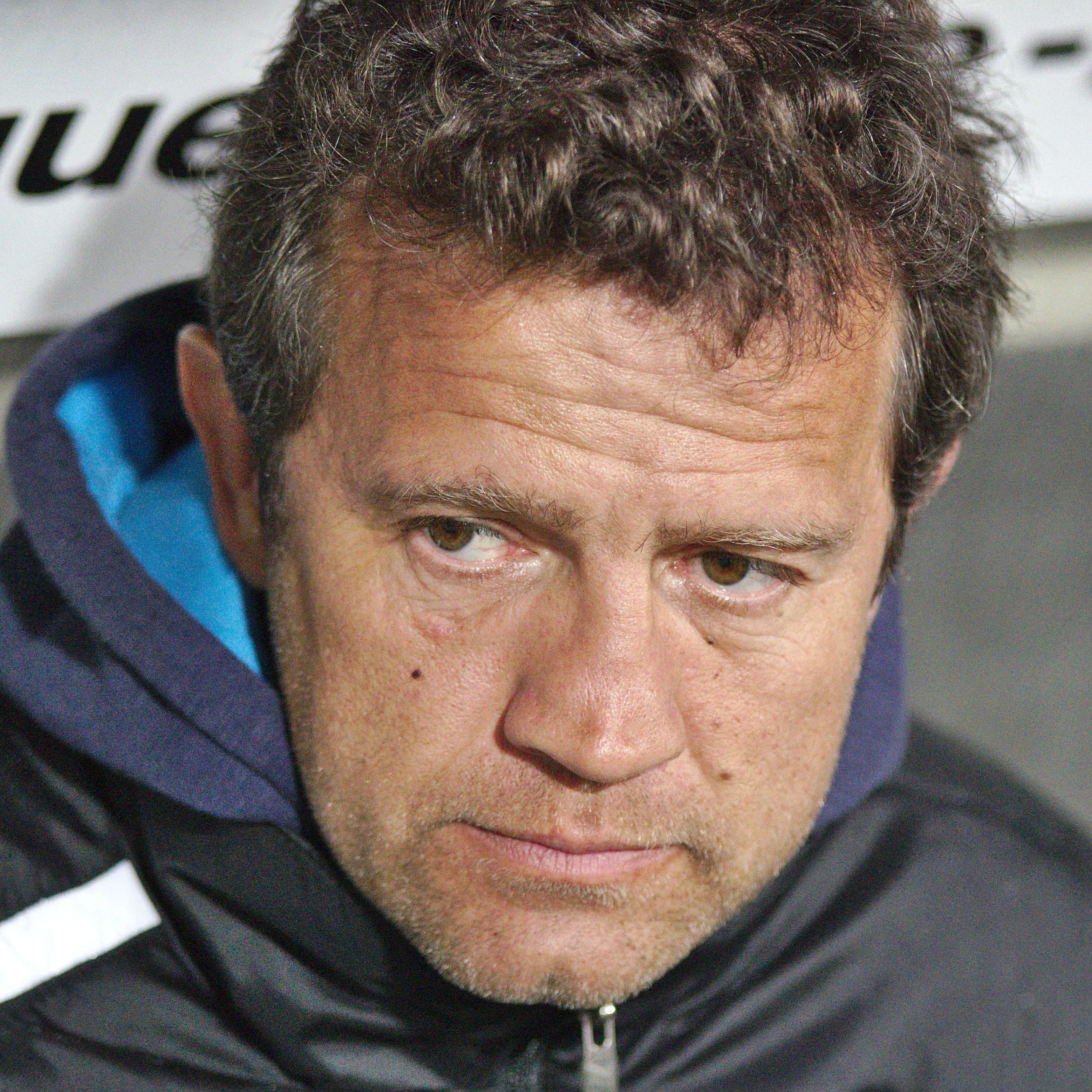
Fabien Galthié, entraîneur de Montpellier en mars 2014.

En mai 2009, Fabien Galthié est sollicité par Thierry Pérez, le président du club de Montpellier HR, pour prendre le poste d'entraîneur de son équipe. Il y réfléchit avant de renoncer à cette offre. Le 22 mai 2010, le jour de la finale de la Coupe d'Europe 2009-2010, il annonce qu'il rejoint pour trois ans le club du Montpellier HR à compter de la saison 2010-2011. Fabien Galthié est assisté d'Éric Béchu, et de Didier Bès de 2010 à 2012. Le club de Montpellier dispose d'un budget de 12,7 millions d'euros et a terminé dixième de la saison 2009-2010. Il est entendu que Fabien Galthié conserve son emploi à temps partiel de consultant sportif.
Thierry Pérez, qui a recruté Fabien Galthié, démissionne en juin sous la pression du président de la communauté d'agglomération de Montpellier, Georges Frêche,. Après une défaite à Biarritz, Montpellier gagne avec le bonus offensif contre le Racing (36-19), puis s'impose à Perpignan. Les joueurs de Fabien Galthié confirment ce bon début en battant Toulouse (22-21). Fin septembre 2010, le club est en tête du championnat. En début d'année 2011, Louis Nicollin semble prendre la tête du club ; c'est finalement Mohed Altrad qui devient l'actionnaire majoritaire du club en mai 2011. Montpellier se classe sixième de la phase régulière, puis s'impose en barrage (18-17 contre Castres) et en demi-finale de la phase finale du championnat 2010-2011 (26-25 contre le Racing Métro 92, après avoir mené 23 à 6), pour disputer la finale du Top 14 (perdue sur le score de 15-10 contre Toulouse). Pour Pierre Berbizier : « Fabien Galthié a su optimiser le potentiel d'un groupe jeune et talentueux qui arrive à maturité. Il est complémentaire avec son co-entraîneur, Éric Béchu, à la compétence déjà reconnue ».
Dès le mois de mars 2011, le contrat initial de trois ans (2010-2013) qui lie Fabien Galthié au club de Montpellier est prolongé d'une année.
Pour la saison 2011-2012, Montpellier dispose d'un budget de 17 millions d'euros soit le budget moyen d'un club de Top 14. Le début de saison est compliqué. Avec deux victoires et un match nul, les Montpelliérains sont onzièmes du classement le 29 octobre 2011. Le club de Fabien Galthié réagit bien. Il termine cinquième de la phase régulière et s'incline en barrage contre Castres. Éric Béchu est contraint d'arrêter d'entraîner en décembre 2011, frappé par une grave maladie. Il revient en avril 2012 jusqu'à l'été de la même année.
Montpellier, septième budget du Top 14, confirme la saison suivante en terminant cinquième de la première phase. Montpellier perd de nouveau en barrage contre Castres, sur le terrain de son adversaire. Auparavant, l'équipe de Fabien Galthié s'est distinguée en se qualifiant pour les quarts de finale de la Coupe d'Europe 2012-2013 en gagnant cinq matchs en poule, dont un succès (23-3) à Montpellier contre le RC Toulon. Avec 22 points, Montpellier est deuxième de poule et se déplace à Clermont-Ferrand. Il s'incline 36-14. À la fin de la saison 2012-2013, Fabien Galthié prolonge son contrat jusqu'en 2017. Mohed Altrad commente : « Je suis très heureux de la confiance que Fabien accorde au projet ambitieux que je souhaite pour ce club. Il était important de pérenniser l'ascension sportive de ces dernières années et de viser encore plus haut ».
Pour la saison 2013-2014, le club de Montpellier se renforce, augmente le budget. Il termine deuxième de la première phase et perd en demi-finale du Top 14 en prolongation face à Castres (19-22), alors qu'il dispose seulement du sixième budget avec près de 20 millions d'euros. Castres, champion de France en titre alors qu'il a seulement le neuvième budget de Top 14, est de nouveau en finale après avoir battu les hommes de Fabien Galthié pour la cinquième fois consécutivement. Ils se sont affrontés les quatre dernières phases finales. Fabien Galthié assume le choix en fin de prolongation de ne pas tenter une pénalité.
La saison 2014-2015 est plus difficile pour les Montpelliérains. À la suite d'une première mauvaise passe de quatre défaites consécutives, en novembre 2014, l'entraîneur adjoint Mario Ledesma quitte le club. La mauvaise série de résultats continue avec une victoire en neuf matchs ; Fabien Galthié est mis à pied par le président Mohed Altrad le 29 décembre. La mise à pied à titre conservatoire est prolongée le 9 janvier, Fabien Galthié revient finalement au club fin janvier ; il ne reste qu'un jour car la fonction qui lui est proposée est selon lui sans rapport avec son contrat de travail. Une procédure devant le conseil des prud'hommes de Montpellier est engagée par l'entraîneur le 12 février, la conciliation entre l'employeur et le salarié échoue le 30 mars. L'affaire est renvoyée devant le bureau de jugement du conseil des prud'hommes au 11 janvier 2016. Quand Bernard Laporte critique Fabien Galthié en octobre 2014 pour se rendre au Brésil à l'invitation de Serge Kampf alors que son club joue, Mohed Altrad défend son entraîneur.
Fabien Galthié n'aurait pas apprécié l'intervention directe de son président auprès des joueurs au mois de novembre et proposé une séparation à l'amiable, refusée alors. Depuis, le président a fait appel à Jake White sans vouloir payer le montant des indemnités qu'entraînerait un licenciement, s'il était reconnu abusif,. Le lundi 21 mars 2016, le club de Montpellier est condamné à un versement de 500 000 euros d'indemnités par le conseil des prud'hommes, l'avocat du club annonce que le club souhaite faire appel, suspendant ainsi la décision.
Fabien Galthié est donc toujours dans l'organigramme du club héraultais pour son employeur, ce qui empêche l'ancien demi de mêlée de rejoindre par exemple le Rugby club toulonnais à la demande de Mourad Boudjellal, dans l'attente de la décision définitive du conseil des prud'hommes,.

#### Candidat pour l'Équipe de France
Fabien Galthié est auditionné en mai 2015 par un comité représentant la Fédération française de rugby à XV (FFR) chargé de désigner le successeur de Philippe Saint-André au poste de sélectionneur de l'équipe de France de rugby à XV. Serge Blanco a avancé le nom de Fabien Galthié, ainsi que ceux de Raphaël Ibañez et de Guy Novès au rang des « gens qui auraient les compétences » le vendredi 27 mars 2015 quand le comité directeur de la FFR a arrêté le calendrier de nomination du sélectionneur. La Fédération a pensé à lui en 2011, il était troisième sur la liste derrière Guy Novès (qui a refusé le poste) et Philippe Saint-André. Le 31 mai 2015, la Fédération française de rugby à XV annonce officiellement que Guy Novès sera le prochain sélectionneur.

#### RC Toulon
Le 20 mars 2017, le RC Toulon annonce que Galthié devrait occuper le poste de directeur sportif à partir de la saison 2017-2018, pour une durée de deux années. Il est alors associé à Fabrice Landreau, avec qui il entraînait le Stade français.
Après une première saison difficile conclue par une élimination en quart-de-finale de Champions Cup et en barrage de Top 14, il est remplacé à la tête de l'équipe par Patrice Collazo. Il reste cependant au RC Toulon, à sa demande, pour agir auprès du centre de formation et prendre la tête d'une équipe de jeunes.

#### Sélectionneur de l'équipe de France
(octobre 2023).

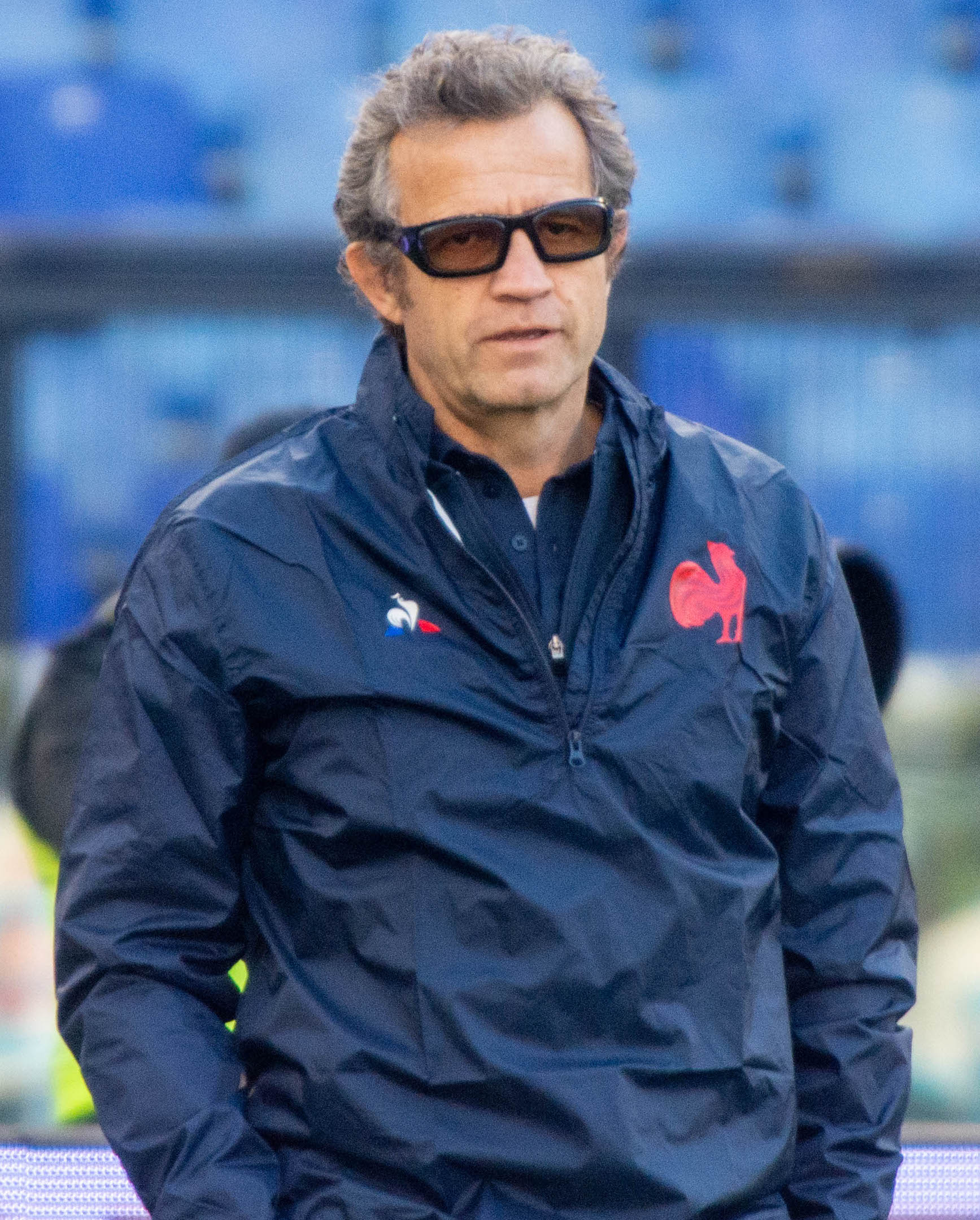
Fabien Galthié en 2023 pendant Italie-France

En avril 2019, le président de la Fédération française de rugby Bernard Laporte annonce que Fabien Galthié sera nommé sélectionneur de l'équipe de France de rugby à XV de 2020 à 2023. Une semaine plus tard, le sélectionneur Jacques Brunel confirme aussi que Galthié rejoint l'encadrement de l'équipe de France dès 2019 dans un rôle d'adjoint, responsable des animations collectives, pour préparer l'équipe à la Coupe du monde 2019.
Après la Coupe du monde, la fédération officialise le nouvel encadrement mis en place autour de Fabien Galthié. Raphaël Ibañez est nommé manager général de l'équipe et ils sont entourés de quatre entraîneurs : William Servat et Karim Ghezal, co-entraîneurs de la conquête, Laurent Labit, entraîneur des trois-quarts, et l'anglais Shaun Edwards, responsable de la défense. Thibault Giroud, préparateur physique du RC Toulon où il a travaillé avec Galthié en 2017-2018, est nommé directeur de la performance. Nicolas Buffa reste responsable du secteur de l'analyse vidéo et devient directeur de la cellule analyse.
En novembre 2019, Fabien Galthié organise le premier séminaire de travail avec son staff ainsi qu'une conférence de presse de rentrée dans son fief familial, à Montgesty, petit village lotois dont son père est le maire.
Pour son premier Tournoi des Six Nations en tant que sélectionneur, l'équipe de France réussit son entrée dans la compétition avec trois victoires dont la première face à l'Angleterre, vice-championne du monde en 2019. Elle s'incline cependant lors de la 4e journée face à l'Écosse. La fin de la compétition et la suite de la saison est perturbée par la pandémie de Covid-19. La tournée d'été est annulée et la tournée d'automne est remplacée par la fin du Tournoi et la Coupe des nations d'automne organisée pour compenser l'absence des équipes de l'hémisphère Sud en Europe en novembre. La France affronte les Fidji, l'Écosse et l'Italie en phase de poule.

## Consultant sportif et autres activités

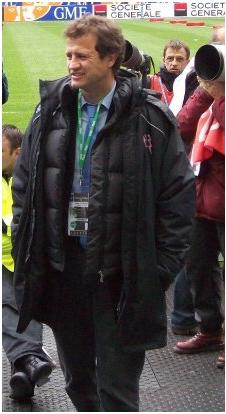
Fabien Galthié en 2008 avant de commenter un France-Italie.

Entre 2001 et 2003, il pose pour les éditions 2002, 2003 et 2004 du calendrier des Dieux du Stade organisé par le club du Stade français.
Quand Fabien Galthié arrête sa carrière de joueur fin 2003, il occupe plusieurs fonctions. Il a une participation dans un restaurant à Paris, le J'Go, situé rue Drouot, avec un ami gersois. Il est chargé de mission à la ville de Paris : éducation des enfants par le sport, préparation de la Coupe du monde 2007 à Paris et mobilisation de la candidature de Paris pour les Jeux olympiques d'été de 2012. Il débute à la télévision sur Canal+, en commentant une rencontre par semaine. Enfin, chez Havas Sport, Fabien Galthié exerce une activité de conseil en communication,,. Dans le cadre de ses fonctions avec la ville de Paris, il travaille au dossier de la candidature aux Jeux olympiques d'été de 2012, les Jeux sont attribués à Londres en juillet 2005.
TF1 acquiert les droits de la Coupe du monde 2007, ce qui provoque le départ de Thierry Lacroix de France 2 pour rejoindre la première chaîne. Fabien Galthié est alors engagé par la chaîne publique et débute avec les test-matchs de novembre 2006. Il est commentateur des matchs du XV de France, du Tournoi des Six nations, de la Coupe d'Europe (de 2008 à 2010) et de la finale du Top 14 sur France 2. Après avoir commenté les matchs de l'équipe de France et la finale du Top 14 avec Jean Abeilhou et la Coupe d'Europe avec Matthieu Lartot jusqu'en 2009, il commente ensuite l'ensemble des matchs avec ce dernier. Il reçoit le Mag d'Or 2009 du meilleur consultant omnisports décerné par le journal  L'Équipe Magazine. Il quitte France Télévisions après avoir commenté la finale de Top 14 2019 pour rejoindre l'encadrement de l'équipe de France.
À la tête du Stade français jusqu'en juin 2008, il commence à commenter la Coupe d'Europe après avoir quitté ces fonctions d'entraîneur. En 2010, il arrête de commenter la compétition à la suite de sa nomination comme entraîneur de Montpellier. Remplacé par Raphaël Ibanez, il reste cependant aux commentaires des matchs de l'équipe de France et de la finale de Top 14 (sauf en 2011 puisque le MHR est finaliste).
De 2007 à 2011, il est consultant rugby sur Europe 1 et participe régulièrement au Club Sports Europe 1. Il est également chroniqueur dans le quotidien sportif L'Équipe. En 2016, il commente les épreuves de rugby à sept des Jeux olympiques de Rio avec Pierre-Étienne Léonard sur France Télévisions.
Depuis 2008, il travaille avec le cabinet Capgemini Consulting sur le développement d'une méthode du management des ressources humaines par le traitement des données.
Fin 2008, il collabore au projet de quotidien français spécialisé dans le sport Le 10 Sport qui souhaite concurrencer L'Équipe.
Fabien Galthié est l'un des joueurs de rugby les plus populaires de France[réf. nécessaire] ; moins connu que Sébastien Chabal et Frédéric Michalak. Il cherche toutefois à profiter de sa popularité pour augmenter significativement ses revenus en signant des contrats publicitaires. En 2007, il tourne avec Zinédine Zidane une publicité pour l'entreprise française de télécommunications Orange,. En 2011, il tourne des courts-métrages destinés à la campagne de communication de la société Bergerat-Monnoyeur Caterpillar. En 2015, dans le cadre d'un partenariat avec l'enseigne de vente commerciale française spécialisée dans la distribution d'articles de sport et de loisirs, Sport 2000, il tourne régulièrement des campagnes de publicité radiophoniques. En outre, il joue, en 2008, son propre rôle dans l'épisode Les Braves de la série télévisée Joséphine, ange gardien,. L'épisode diffusé sur TF1, le lundi 6 avril 2009 rassemble 8 127 000 téléspectateurs, soit 31,7 % de parts de marché.
En avril 2014, il publie une biographie écrite avec Matthieu Lartot, intitulée Retour intérieur, éditée aux Éditions Solar,,.

## Palmarès de joueur

### En club
En dix-sept ans au plus haut niveau, Fabien Galthié a inscrit à son palmarès un titre de champion de France en 2002-2003, un Challenge européen en 1997-1998.
Il a également été finaliste du championnat de France 1999-2000 et finaliste de la Coupe d'Europe 1998-1999.

### En équipe nationale
Fabien Galthié a participé à quatre Coupes du monde, avec une place de vice-champion du monde 1999, de troisième en 1995, il termine également quatrième en 2003 et quart de finaliste en 1991. Fabien Galthié a remporté trois Grands Chelems (1997, 1998, et 2002).

#### Coupe du monde
| Édition             | Rang               | Résultats France | Résultats Galthié | Matchs Galthié |
| ------------------- | ------------------ | ---------------- | ----------------- | -------------- |
| Angleterre 1991     | Quart de finaliste | 3 v 0 n 1 d      | 3 v 0 n 1 d       | 4/4            |
| Afrique du Sud 1995 | Troisième          | 5 v, 0 n, 1 d    | 1 v, 0 n, 1 d     | 2/6            |
| Royaume-Uni 1999    | Finaliste          | 5 v, 0 n, 1 d    | 3 v, 0 n, 1 d     | 4/6            |
| Australie 2003      | Quatrième          | 5 v, 0 n, 2 d    | 4 v, 0 n, 1 d     | 5/7            |

Légende : v = victoire ; n = match nul ; d = défaite.

#### Tournoi
| Édition           | Rang | Résultats France | Résultats Galthié | Matchs Galthié |
| ----------------- | ---- | ---------------- | ----------------- | -------------- |
| Cinq Nations 1992 | 2    | 2 v, 0 n, 2 d    | 1 v, 0 n, 2 d     | 3/4            |
| Cinq Nations 1994 | 3    | 2 v, 0 n, 2 d    | 1 v, 0 n, 2 d     | 3/4            |
| Cinq Nations 1996 | 3    | 2 v, 0 n, 2 d    | 0 v, 0 n, 1 d     | 1/4            |
| Cinq Nations 1997 | 1    | 4 v, 0 n, 0 d    | 1 v, 0 n, 0 d     | 1/4            |
| Cinq Nations 1998 | 1    | 4 v, 0 n, 0 d    | 1 v, 0 n, 0 d     | 1/4            |
| Six Nations 2000  | 2    | 3 v, 0 n, 2 d    | 1 v, 0 n, 1 d     | 2/5            |
| Six Nations 2001  | 5    | 2 v, 0 n, 3 d    | 2 v, 0 n, 2 d     | 4/5            |
| Six Nations 2002  | 1    | 5 v, 0 n, 0 d    | 3 v, 0 n, 0 d     | 3/5            |
| Six Nations 2003  | 3    | 3 v, 0 n, 2 d    | 1 v, 0 n, 1 d     | 2/5            |

Légende : v = victoire ; n = match nul ; d = défaite ; la ligne est en gras quand il y a Grand Chelem.

## Statistiques de joueur en équipe nationale
En douze années (1991-2003), Fabien Galthié dispute 64 matchs (58 en tant que titulaire) avec l'équipe de France au cours desquels il marque dix essais (49 points). Il participe notamment à neuf Tournois des Cinq/Six Nations (20 matchs, 3 essais) et à quatre Coupes du monde (1991, 1995, 1999, 2003) pour un total de quinze rencontres disputées en quatre participations,.
Fabien Galthié dispute seulement 23 rencontres de 1991 à 1998. De 1999 à 2003, il est désigné capitaine à 25 reprises.
| Année | Compétition    | Matchs | Points | Essais |
| ----- | -------------- | ------ | ------ | ------ |
| 1991  | Test-matchs    | 2      | -      | -      |
| 1991  | Coupe du monde | 4      | -      | -      |
| 1992  | Cinq Nations   | 3      | -      | -      |
| 1992  | Test-matchs    | 2      | 9      | 2      |
| 1994  | Cinq Nations   | 3      | -      | -      |
| 1995  | Coupe du monde | 2      | -      | -      |
| 1996  | Cinq Nations   | 1      | -      | -      |
| 1997  | Cinq Nations   | 1      | 5      | 1      |
| 1997  | Test-matchs    | 3      | -      | -      |
| 1998  | Cinq Nations   | 1      | 5      | 1      |
| 1998  | Test-match     | 1      | -      | -      |
| 1999  | Test-matchs    | 4      | 5      | 1      |
| 1999  | Coupe du monde | 4      | -      | -      |
| 2000  | Six Nations    | 2      | -      | -      |
| 2000  | Test-matchs    | 3      | 10     | 2      |
| 2001  | Six Nations    | 4      | -      | -      |
| 2001  | Test-matchs    | 6      | 5      | 1      |
| 2002  | Six Nations    | 3      | 5      | 1      |
| 2002  | Test-matchs    | 3      | -      | -      |
| 2003  | Six Nations    | 2      | -      | -      |
| 2003  | Test-matchs    | 5      | -      | -      |
| 2003  | Coupe du monde | 5      | 5      | 1      |
| Total | Total          | 64     | 49     | 10     |

## Palmarès d'entraîneur

### En club
En quatre ans au Stade français Paris, Fabien Galthié a gagné un titre de champion de France en 2006-2007. Il a également été finaliste du championnat de France 2004-2005 et finaliste de la Coupe d'Europe 2004-2005. En championnat, il se qualifie à chaque fois pour les demi-finales au minimum. En Coupe d'Europe, il parvient à deux reprises à jouer les phases finales.
Avec Montpellier, qui termine dixième du championnat de France de rugby à XV 2009-2010 la saison précédant son arrivée, il est finaliste du championnat de France 2010-2011, demi-finaliste en 2013-2014, barragiste les deux autres années. Il qualifie donc son club pour chaque édition suivante de la Coupe d'Europe.
| Championnat      | Équipe         | Phase régulière | Phase finale   | Coupe d'Europe               | Résultats          |
| ---------------- | -------------- | --------------- | -------------- | ---------------------------- | ------------------ |
| Top 16 2004-2005 | Stade français | 1er             | finaliste      | Coupe d'Europe 2004-2005     | finaliste          |
| Top 14 2005-2006 | Stade français | 2e              | demi-finaliste | Coupe d'Europe 2005-2006     | 2e poule 3         |
| Top 14 2006-2007 | Stade français | 1er             | Champion       | Coupe d'Europe 2006-2007     | quart de finaliste |
| Top 14 2007-2008 | Stade français | 3e              | demi-finaliste | Coupe d'Europe 2007-2008     | 2e poule 3         |
| Top 14 2010-2011 | Montpellier    | 6e              | finaliste      | Challenge européen 2010-2011 | quart de finaliste |
| Top 14 2011-2012 | Montpellier    | 5e              | barragiste     | Coupe d'Europe 2011-2012     | 4e poule 3         |
| Top 14 2012-2013 | Montpellier    | 5e              | barragiste     | Coupe d'Europe 2012-2013     | quart de finaliste |
| Top 14 2013-2014 | Montpellier    | 2e              | demi-finaliste | Coupe d'Europe 2013-2014     | 3e poule 5         |
| Top 14 2014-2015 | Montpellier    | 8e              | -              | Coupe d'Europe 2014-2015     | 4e poule 4         |
| Top 14 2017-2018 | Toulon         | 4e              | barragiste     | Coupe d'Europe 2017-2018     | quart de finaliste |

### En tant que sélectionneur
- Tournoi des Six Nations (2) : 2022 (Grand Chelem), 2025
- Trophée Eurostar (4) : 2020, 2022, 2023 et 2024
- Trophée Giuseppe-Garibaldi (5) : 2020, 2021, 2022, 2023 et 2025
- Trophée Dave Gallaher (2) : 2021 et 2024
- Trophée Auld Alliance (4) : 2022, 2023, 2024 et 2025
- Trophée des bicentenaires (2) : 2022 et 2023
- Bilan par adversaire dans le Tournoi des Six Nations :

| Année          | Angleterre   | Écosse       | Irlande      | Italie       | Pays de Galles | Classement     |
| -------------- | ------------ | ------------ | ------------ | ------------ | -------------- | -------------- |
| 2020           | 24-17        | 28-17        | 35-27        | 35-22        | 23-27          | 2e             |
| 2021           | 23-20        | 23-27        | 13-15        | 10-50        | 32-30          | 2e             |
| 2022           | 25-13        | 17–36        | 30-24        | 37-10        | 9-13           | 1er            |
| 2023           | 10-53        | 32-21        | 32-19        | 24-29        | 41-28          | 2e             |
| 2024           | 33-31        | 16-20        | 17-38        | 13-13        | 24-45          | 2e             |
| 2025           | 26-25        | 35-16        | 27-42        | 24-73        | 43-0           | 1er            |
| % de victoires | 66.67% (4/6) | 66.67% (4/6) | 66.67% (4/6) | 83.33% (5/6) | 100% (6/6)     | 76.67% (23/30) |

- Bilan par adversaire dans les tournées de tests matchs :

| Année | Tournée                         | 1er match      | 2e match         | 3e match         | 4e match   | Bilan        |
| ----- | ------------------------------- | -------------- | ---------------- | ---------------- | ---------- | ------------ |
| 2020  | Octobre                         | Pays de Galles | -                | -                | -          | 100% (1/1)   |
| 2020  | Octobre                         | 38-21          | -                | -                | -          | 100% (1/1)   |
| 2020  | Coupe d'automne des nations     | Fidji          | Écosse           | Italie           | Angleterre | 75% (3/4)    |
| 2020  | Coupe d'automne des nations     | 28-0 (annulé)  | 15-22            | 36-5             | 22-19      | 75% (3/4)    |
| 2021  | Juillet                         | Australie      | Australie        | Australie        | -          | 33.33% (1/3) |
| 2021  | Juillet                         | 23-21          | 26-28            | 33-30            | -          | 33.33% (1/3) |
| 2021  | Novembre                        | Argentine      | Géorgie          | Nouvelle-Zélande | -          | 100% (3/3)   |
| 2021  | Novembre                        | 29-20          | 41-15            | 40-25            | -          | 100% (3/3)   |
| 2022  | Juillet                         | Japon          | Japon            | -                | -          | 100% (2/2)   |
| 2022  | Juillet                         | 23-42          | 15-20            | -                | -          | 100% (2/2)   |
| 2022  | Novembre                        | Australie      | Afrique du Sud   | Japon            | -          | 100% (3/3)   |
| 2022  | Novembre                        | 30-29          | 30-26            | 35-17            | -          | 100% (3/3)   |
| 2023  | Préparation à la Coupe du monde | Écosse         | Écosse           | Fidji            | Australie  | 75% (3/4)    |
| 2023  | Préparation à la Coupe du monde | 25-21          | 30-27            | 34-17            | 41-17      | 75% (3/4)    |
| 2024  | Juillet                         | Argentine      | Argentine        | -                | -          | 50% (1/2)    |
| 2024  | Juillet                         | 13-28          | 33-25            | -                | -          | 50% (1/2)    |
| 2024  | Novembre                        | Japon          | Nouvelle-Zélande | Argentine        | -          | 100 % (3/3)  |
| 2024  | Novembre                        | 52-12          | 30-29            | 37-23            | -          | 100 % (3/3)  |

- Bilan par adversaire en Coupe du monde :

| Année | 1er match de poule | 2e match de poule | 3e match de poule | 4e match de poule | Quart de finale | Bilan     |
| ----- | ------------------ | ----------------- | ----------------- | ----------------- | --------------- | --------- |
| 2023  | Nouvelle-Zélande   | Uruguay           | Namibie           | Italie            | Afrique du Sud  | 80% (4/5) |
| 2023  | 27-13              | 27-12             | 96-0              | 60-7              | 28-29           | 80% (4/5) |

## Reconnaissances
Fabien Galthié  obtient l'Oscar du Midi olympique récompensant le meilleur joueur français du championnat en 2001 et 2003, il est deuxième en 2002. Il est également nommé meilleur joueur du monde IRB par l'IRB la même année.
En tant qu'entraîneur, il reçoit l'Oscar du Midi olympique en 2007 et 2011. Il est troisième en 2005 et 2006. Il obtient l'oscar d'Or du meilleur encadrement (avec Éric Béchu et Didier Bès) en 2011.
Fabien Galthié est récompensé au cours de la cérémonie la Nuit du rugby, organisée chaque année sous l'égide de la Ligue nationale de rugby pour récompenser les acteurs du rugby à XV professionnel des championnats de France au titre du meilleur encadrement technique d'entraîneurs du Top 14 avec Fabrice Landreau pour la saison 2006-2007 et avec Éric Béchu et Didier Bès pour la saison 2010-2011.
À Tignes, un stade d'entraînement en altitude porte le nom de stade Fabien Galthié.

## Famille
Fabien Galthié épouse Coline Dalbos le 13 juillet 2002 à Montgesty. Ils ont deux enfants : un fils, Mathis, né en 2001,, lui aussi joueur de rugby à Colomiers, et une fille, Jane, née en 2004. À partir de 2010 et jusqu'à leur séparation aux alentours de 2022, Fabien Galthié et sa famille résident à Mas-de-Londres, au pied des Cévennes. Son épouse est masseur-kinésithérapeute, non loin de là, à Saint-Martin-de-Londres.
Depuis 2022, Fabien Galthié est en couple avec Helena Noguerra.

## Décorations
- Chevalier de la Légion d'honneur (2022)[229]